# 津田町津田
津田町津田（つだまちつだ）は、香川県さぬき市の大字。2012年（平成24年）3月31日現在の世帯数は1,925世帯、人口は4,703人。郵便番号は769-2401（長尾郵便局管区）。

## 地理
さぬき市の北東部に位置し、津田地区の北部一帯を占める。北で小田、西で鴨部・寒川町神前、南で大川町富田中・大川町富田東、南東で津田町鶴羽とそれぞれ接する。北・西・南はほぼ山地に囲まれており、東は津田湾（瀬戸内海）に面している。ほぼ海岸に並行する国道11号沿いに集落が多く、さぬき市役所津田支所、小中学校などの公的機関が集中している。津田湾南岸一帯は琴林公園（津田の松原）となっており、津田の松原海水浴場のほか、樹齢600年の根上がり松などの古松が存在する。
国道11号の西側の平地では稲作や葉タバコなどの栽培が行われている。また津田湾内では、津田川の河口付近に遠洋漁業の基地である津田港で漁業も行われている。製造業では、海岸付近に三ツ星ベルト四国工場が置かれており、伝動ベルトが造られている。

### 河川
- 津田川

### 山岳
- 雨滝山
- 火山
- 円山

### 島嶼
- 鷹島
- 猿子島

## 歴史

### 沿革
- 1890年（明治23年）2月15日 - 町村制より、寒川郡津田村が発足。
- 1898年（明治31年）2月11日 - 津田村が町制施行して津田町となる。
- 1899年（明治32年）4月1日 - 郡制により、寒川郡と大内郡を合わせて大川郡が発足。
- 1956年（昭和31年）9月8日 - 津田町（旧）・鶴羽村が合併し、津田町（新）が発足し、2つの旧町村はそれぞれ大字津田、大字鶴羽となる。
- 2002年（平成14年）4月1日 - 津田町・志度町・長尾町・寒川町・大川町が合併してさぬき市が発足し、大字津田は津田町津田となる。

## 人口
| 年                 | 世帯数 （世帯） | 人口 （人） | 出典  |
| ------------------ | --------------- | ----------- | ----- |
| 1899年（明治24年） | 1,347           | 6,077       | [ 2 ] |
| 1920年（大正9年）  | 1,348           | 5,324       | [ 2 ] |
| 1935年（昭和10年） | 1,287           | 5,502       | [ 2 ] |
| 1950年（昭和25年） | 1,738           | 8,021       | [ 2 ] |
| 2012年（平成24年） | 1,925           | 4,703       | [ 1 ] |

## 交通

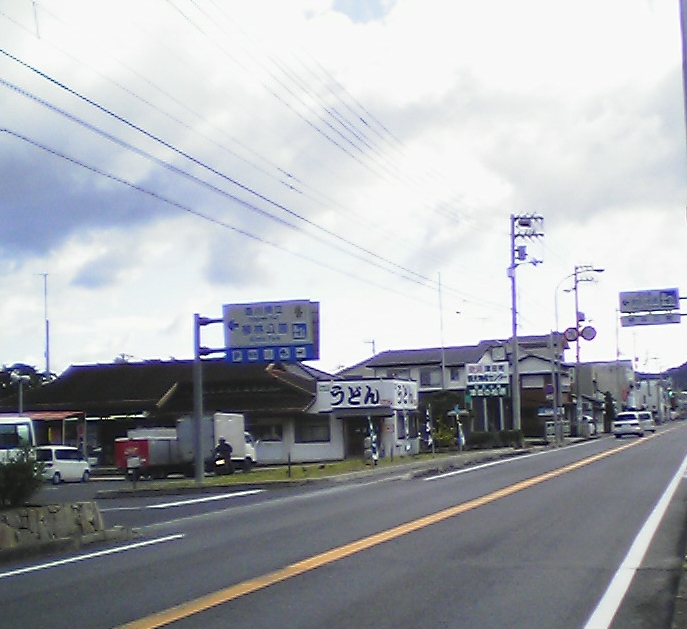
道の駅津田の松原

### 鉄道
- 四国旅客鉄道
  - 高徳線
    - - （神前駅） - 讃岐津田駅 - （鶴羽駅）

### 道路
- 高松東道路（国道11号）
  - 津田寒川インターチェンジ
- 国道11号
  - 津田の松原（道の駅）
- 香川県道37号三木津田線
- 香川県道122号津田引田線
- 香川県道133号富田中津田線
- 香川県道134号讃岐津田停車場線
- 香川県道136号志度小田津田線

## 施設

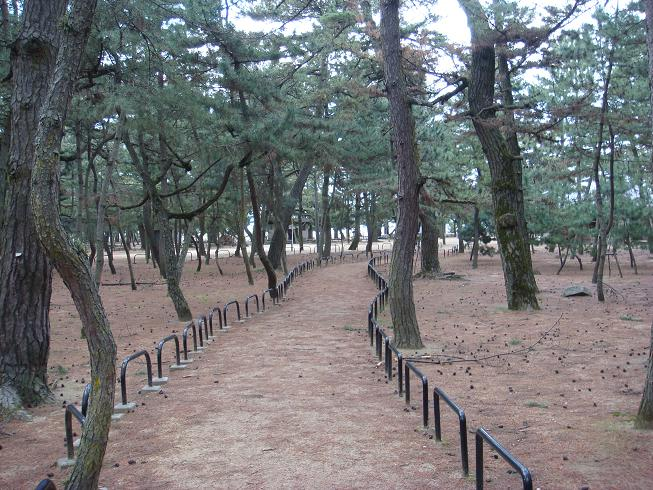
琴林公園

### 公共
- さぬき市役所津田支所
- さぬき市津田保健センター
- さぬき市公民館（津田公民館）
  - 津田公民館北山分館
- 香川県東讃保健福祉事務所

### 教育
- さぬき市立津田幼稚園
- さぬき市立津田小学校
- 香川県立津田高等学校

### 郵便局
- 津田郵便局 - 2006年まで津田地区の集配を行っていた。現在は長尾郵便局に移管されている。

### 公園
- 琴林公園 - 津田の松原は日本の渚百選に選ばれており、瀬戸内海国立公園に指定されている[3]。
- 津田総合公園

### 産業
- 三ツ星ベルト四国工場
- クアパーク津田

寺社
- 実相寺 - 真言宗の仏教寺院。奉納模型和船は1977年（昭和52年）7月26日に県指定有形民俗文化財として指定されている[4]。